# 应天寺站
应天寺站位于中国四川省成都市大件路与双楠大道、牧华路路口，为成都地铁10号线的车站，因附近的应天寺得名，于2019年12月27日启用。

## 车站结构
本站为高架侧式站台车站。
| 地上二层                   | 站台 | \| 側式 · 開右邊车门 · 等候室 \| \| \| \| \| \| 10号线往太平园（双流西站） \| \| \| \| 10号线往新平（黄水） \| \| 側式 · 開右邊车门 · 等候室 \| \| \| |
| 地面                       | 站厅 | 出口A/B 自助购票 客服中心 无障碍卫生间 |
| 側式 · 開右邊车门 · 等候室 |      | |
|                            |      | 10号线往太平园（双流西站） |
|                            |      | 10号线往新平（黄水） |
| 側式 · 開右邊车门 · 等候室 |      | |

## 出入口
本站目前开放2个出入口。
|          |              |      |
| 编号     | 指示         | 照片 |
|          | 双楠大道     |      |
| 出口 · B | 大件路黄水段 |      |

## 公交换乘
- 地铁应天寺站：S11

## 历史
- 2019年12月27日，本站启用；
- 2023年7月，本站英文名由Yingtiansi Temple改为Yingtian Temple。